# Златија Оцокољић Ивановић
Златија Оцокољић Ивановић (Београд, 26. септембар 1975) српска је филмска, телевизијска и позоришна глумица.

## Биографија
Златија Оцокољић Ивановић је рођена 26. септембра 1975. године у Београду. Глуму је дипломирала на Академији уметности Универзитета у Новом Саду у класи професора Петра Банићевића. Од марта 2000. године стална је чланица Народног позоришта у Београду. најпознатија је по улози Јеле у српској хумористичкој телевизијској серији Андрија и Анђелка.
Добитница је награде за најбољу младу глумицу на „Данима комедије” 2003. године за улоге Анжелике и Лујизице у представи „Уображени болесник” у режији Ђорђа Марјановића. „Јавну Похвалу за резултате у раду од изузетног и посебног значаја за успешну активност Народног позоришта у Београду” добила је три пута: за сезону 2011/2012 (ансамбл представе „Женски оркестар“), за сезону 2013/2014. и за сезону 2017/2018.

## Филмографија
| Год.       | Назив                      | Улога                 |
| ---------- | -------------------------- | --------------------- |
| 2000-е     |                            |                       |
| 2002.      | Рингераја                  | Олга                  |
| 2003.      | Казнени простор            | Наталија              |
| 2008.      | Чарлстон за Огњенку        | Градска удовица       |
| 2010-е     |                            |                       |
| 2010.      | Село гори, а баба се чешља | попадија              |
| 2013.      | Монтевидео, Бог те видео!  | телефонисткиња        |
| 2013.      | С/Кидање                   | медицинска сестра     |
| 2013.      | Жене са Дедиња             | директорка школе      |
| 2013—2014. | Отворена врата             | учитељица Марина      |
| 2015—2016. | Андрија и Анђелка          | Јела                  |
| 2018.      | Ход                        | Кристина              |
| 2018.      | Изумирање                  | радница у канцеларији |
| 2019.      | Мамини синови              | медицинска сестра     |
| 2019.      | Режи                       | докторка              |
| 2019.      | Пет                        | кућна помоћница       |
| 2019.      | Четири руже                |                       |
| 2020-е     |                            |                       |
| 2021.      | Калкански кругови          | Дара                  |
| 2021.      | Време зла                  | Наталија Дујмовић     |
| 2022.      | Вера                       | Лили                  |
| 2023.      | Вера (серија)              | Лили                  |
| 2023.      | Муње опет                  |                       |

## Улоге у позоришту

### Народно позориште у Београду
- Тишина трезних (Конобарица)
- Уображени болесник (Анђелика и Лујзица)
- Путујуће позориште Шопаловић (Томанија)
- Тартиф (Маријана)
- Демон (Тајбеле)
- Кир Јања (Катица)
- Пепо илити побуна анђела (Кети)